# 24 Heures de Spa 1924
Navigation
Édition suivante

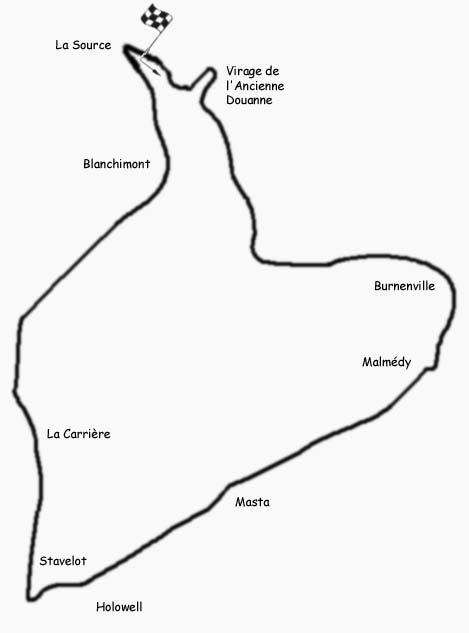
carte du parcours 1922

Les 24 Heures de Spa 1924, disputées les 20 juillet 1924 et 21 juillet 1924 sur le circuit de Spa-Francorchamps, sont la première édition de l'épreuve.

## Course

### Classement de la course
| Pos.     | Catégorie | N° | Écurie            | Pilotes                                | Voiture                           | Distance |
| -------- | --------- | -- | ----------------- | -------------------------------------- | --------------------------------- | -------- |
| 1        | 2.0       | 20 |                   | Henri Springuel Maurice Béquet         | Bignan 2L                         | 1879,992 |
| 2        | 2.0       | 13 | Chenard & Walcker | André Lagache André Pisart             | Chenard & Walcker 2-Litre 10/12CV | 1866,000 |
| 3        | 2.0       |    |                   | Raymond de Tornaco Francis Barthelemy  | Bignan                            | 1761,000 |
| 4        | 2.0       |    |                   | Emile Burie Amedée Rossi               | Georges Irat                      | 1752,000 |
| 5        | 1.5       | 32 |                   | Albert Colomb Louis Balart             | Corre La Licorne                  | 1630,000 |
| 6        | 3.0       | 1  |                   | Baertsoen Bonaer                       | Speedsport                        | 1612,000 |
| 7        | 1.5       | 30 | Chenard & Walcker | Raymond Glaszmann Joseph Chavee        | Chenard & Walcker                 | 1610,000 |
| 8        | 2.0       |    |                   | Lasalle Malvaux                        | Georges Irat                      | 1608,000 |
| 9        | 2.0       |    |                   | Humblet Lansival                       | De Dion Bouton                    | 1584,000 |
| 10       | 1.5       |    |                   | Robert Lestienne Fernand Vallon        | Corre La Licorne                  | 1570,000 |
| 11       | 2.0       | 21 |                   | de Clerq Colmat                        | Miesse                            | 1492,000 |
| 12       | 1.1       | 40 |                   | Charles Libovitch Joseph Reynartz      | Amilcar                           | 1486,000 |
| 13       | 1.5       |    |                   | Lebouc Breurs                          | Citroën 10HP                      | 1365,000 |
| 14       | 1.5       |    |                   | Devergnies Bombaerts                   | Citroën 10HP                      | 1365,000 |
| 15       | 1.5       |    |                   | Gheldoff Gaucher                       | Citroën 10HP                      | 1365,000 |
| 16       | 1.1       |    |                   | Rietveld Oudson                        | Salmson                           | 1365,000 |
| 17       | 1.1       |    |                   | Roger Roleau                           | Amilcar                           | 1174,000 |
| Abandons |           |    |                   |                                        |                                   |          |
| 18       | 3.0       | 2  |                   | de Clerq van Parijs                    | Chevrolet F Super                 |          |
| 19       | 3.0       | 7  |                   | Jean Haimovici Boyriven                | Alfa Romeo RLS                    |          |
| 20       | 2.0       |    |                   | Frédéric Thelusson                     | Chenard & Walcker                 |          |
| 21       | 3.0       |    |                   | Roger Roleau                           | Alfa Romeo RLS                    |          |
| 22       | 2.0       |    | Miesse            | Edmond Miesse Pouleur                  | Miesse                            |          |
| 23       | 2.0       |    |                   | Montjoux Pierre Decrose                | Ballot                            |          |
| 24       | 2.0       |    |                   | Freddy Charlier René de Buck           | Ballot                            |          |
| 25       | 3.0       |    |                   | Jacques Édouard Ledure Boris Ivanowski | Bignan 3L                         |          |
| 26       | 3.0       |    |                   | Jean Martin Henry-Julien Matthys       | Bignan 3L                         |          |